# Pisinna semisulcata
Pisinna semisulcata är en snäckart som först beskrevs av Hutton 1885.  Pisinna semisulcata ingår i släktet Pisinna och familjen Anabathridae. Inga underarter finns listade i Catalogue of Life.